# Juventus Football Club 2011-2012
Questa voce raccoglie le informazioni riguardanti la Juventus Football Club nelle competizioni ufficiali della stagione 2011-2012.

## Stagione
La stagione 2011-2012 della Juventus è stata la 79ª stagione in Serie A e la 106ª complessiva in massima serie. Il club bianconero, inoltre, non ha partecipato ad alcuna coppa europea a causa del piazzamento al 7º posto nel campionato precedente. I bianconeri iniziano la stagione con un nuovo allenatore: Antonio Conte, capitano della Juventus negli anni 1990.
Abbandonato l'Olimpico, da questa stagione la nuova casa bianconera è lo Juventus Stadium, sorto sui resti del precedente stadio delle Alpi riciclati e riutilizzati nel nuovo impianto. La Juventus concretizza così un'idea risalente al 1994 e che l'aveva portata ad accordarsi con il Comune per ottenere il diritto di superficie sull'area del preesistente Delle Alpi nel 2002; un simile accordo aveva riguardato poi, nel 2010, l'adiacente area della Continassa. Lo stadio è stato inaugurato l'8 settembre 2011, con una cerimonia che ha visto il culmine in un'amichevole col Notts County, club professionistico più antico del mondo, da cui la Juventus nel 1903 "ereditò" la divisa bianconera. Il progetto stadio proseguirà ulteriormente durante la stagione con altre due strutture correlate: il 27 ottobre 2011 viene aperta l'Area 12, centro commerciale dirimpetto allo Stadium, mentre il 16 maggio 2012 viene inaugurato il J-Museum, ovvero il museo societario.

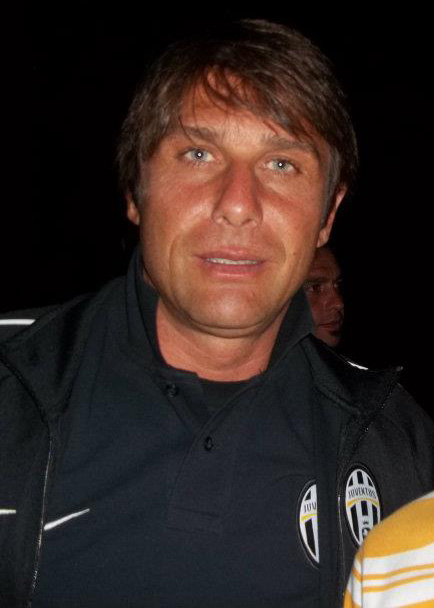
Antonio Conte, già capitano bianconero negli anni novanta, ritorna alla Juventus come allenatore. Alla sua prima stagione sulla panchina del club, riporta i torinesi alla vittoria del titolo italiano dopo nove anni, centrando il nuovo record d'imbattibilità della Serie A.

La prima partita ufficiale nel nuovo stadio si è svolta il successivo 11 settembre, in occasione del debutto stagionale della squadra, con la vittoriosa sfida di campionato contro il Parma (4-1): a segnare la prima rete ufficiale nel nuovo stadio sarà Stephan Lichtsteiner. Dopo le prime gare, la Juventus si porta in testa alla classifica insieme all'Udinese. Nel mese di ottobre, i bianconeri hanno la meglio su Milan, Fiorentina e Inter, ottenendo, però, nel contempo, una serie di pareggi contro le piccole, in un trend che segnerà l'intera stagione. Complice il rinvio della gara contro il Napoli per maltempo e la sosta per le Nazionali, la squadra resta ferma per tre settimane, fino al 20 novembre, con la vittoria contro il Palermo per 3-0.
La gara con il Napoli viene recuperata alla fine del mese: i bianconeri, sotto prima per 2-0 e poi per 3-1, riescono a rimontare il doppio svantaggio e a portare a casa un pareggio per 3-3 e a mantenere la propria imbattibilità stagionale.
Gli schemi offensivi di Conte generano un possesso palla che a fine stagione risulta essere il primo in Italia e il terzo in Europa (dietro solo al Barcellona e al Bayern Monaco), mentre il gioco corale messo in atto permette di sopperire all'assenza di un bomber prolifico (l'unico attaccante a finire in doppia cifra è Alessandro Matri): a fine stagione sono venti i giocatori andati in rete. L'ex rossonero Andrea Pirlo, arrivato a parametro zero, si rivela decisivo nel dare ordine e qualità al gioco della Juve, così come sorprende l'impatto sulla squadra del giovane cileno Arturo Vidal, acquistato dal Bayer Leverkusen; per meglio sfruttare le loro caratteristiche, Conte rinuncia al suo classico 4-2-4 per disegnare prima un 4-3-3 e poi 3-5-2 che esalti appieno le loro potenzialità. I due nuovi arrivati vanno ad affiancare a centrocampo Claudio Marchisio che, in questa stagione, fa il salto di qualità conquistando anche un posto da titolare in Nazionale; nel corso dell'annata il centrocampista si scopre anche molto prolifico in zona gol. La difesa, pur se composta in buona parte dagli stessi uomini che terminarono il campionato precedente, appare rigenerata, diventando numeri alla mano la migliore del continente: i progressi mostrati da Leonardo Bonucci sono il sintomo più evidente di questo salto di qualità. Risulta importante anche l'apporto dato dalle seconde linee, tra cui si mettono in evidenza Emanuele Giaccherini (dal Cesena), Martín Cáceres (quest'ultimo, alla seconda esperienza bianconera, arrivato dal Siviglia nel mercato di gennaio), Marcelo Estigarribia (dal Dep. Maldonado) e Paolo De Ceglie.

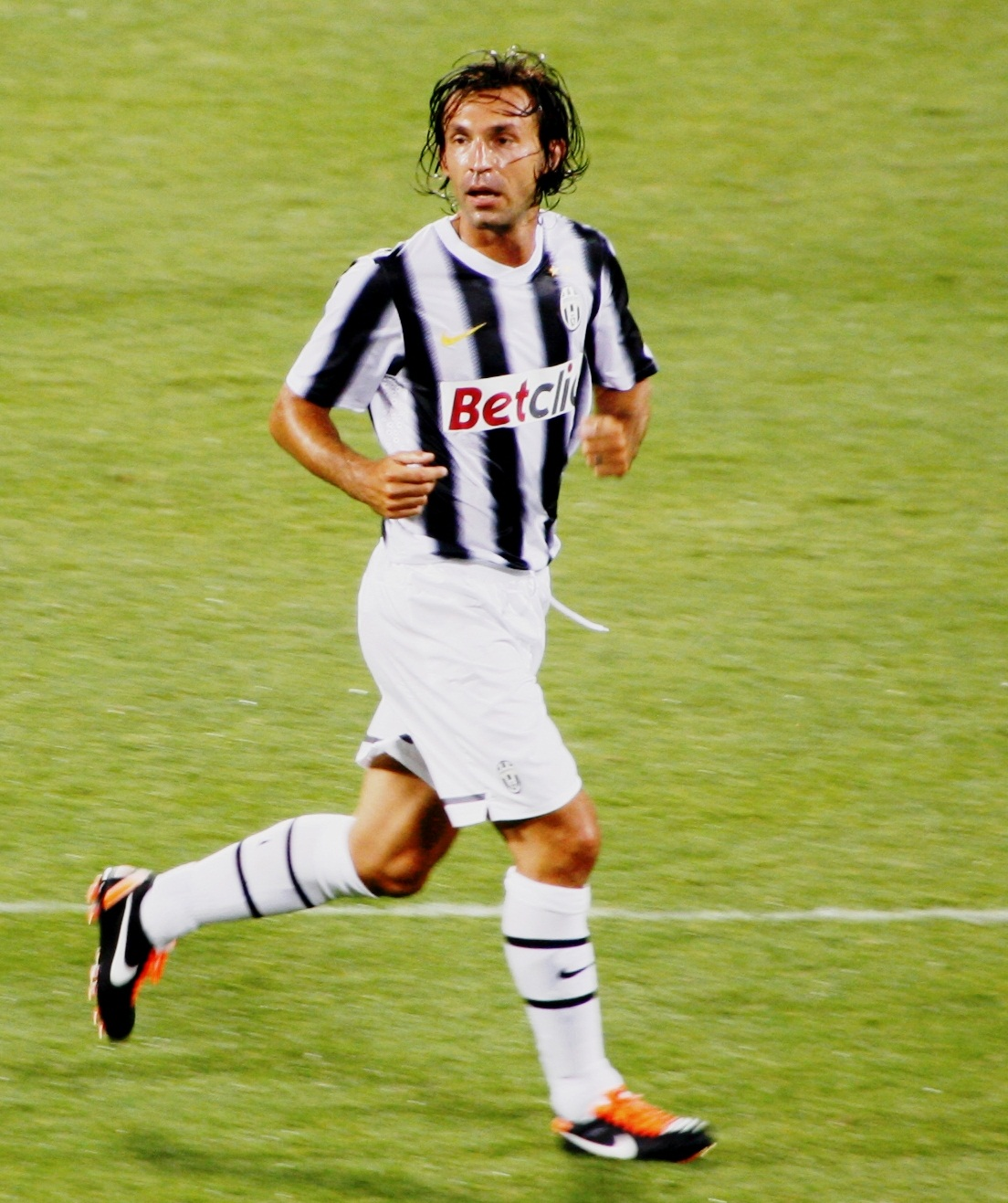
Andrea Pirlo, arrivato a Torino a parametro zero, è protagonista di un'ottima stagione d'esordio in maglia juventina. Il regista è tra i maggiori artefici del 28º scudetto bianconero.

L'8 dicembre la Juventus esordisce in Coppa Italia battendo il Bologna per 2-1 con una rete di Marchisio nei tempi supplementari negli ottavi di finale.
La partita del 12 dicembre contro la Roma, finita 1-1, è la prima della storia della Serie A a essere trasmessa in 3D. Il 21 dicembre si recupera la prima giornata e, contro l'Udinese terza in classifica, la Juventus pareggia per 0-0, arrivando alla pausa natalizia in testa al campionato. Dopo la ripresa, con la vittoria contro l'Atalanta del 21 gennaio, si laureano campioni d'inverno con un punto di vantaggio sul Milan e tre sull'Udinese. Il 24 gennaio nei quarti di finale di Coppa Italia la Juventus sconfigge per 3-0 la Roma, qualificandosi per la semifinale in cui l'avversario sarà il Milan.
Il girone di ritorno si apre con la vittoria contro l'Udinese e sarà successivamente segnata dai rinvii delle partite contro Parma e Bologna a causa della pesante ondata di freddo che colpì l'Italia e mutilò pesantemente il campionato. Il Milan, così, scavalcò la Juventus in testa alla classifica e mantenne tale posizione anche dopo i recuperi, dopo una serie di pareggi in cui incapparono i bianconeri. La sfida con i rossoneri si ripete anche in Coppa Italia, l'8 febbraio, nell'andata della semifinale, a Milano, e si conclude con la vittoria bianconera per 2-1.
Lo scontro diretto in campionato, ancora al Meazza, del 25 febbraio termina invece in parità, ma è macchiato da controverse decisioni arbitrali, tra cui un gol fantasma non assegnato ai rossoneri e una rete annullata ai bianconeri per un fuorigioco inesistente, che scatenano fitte polemiche. Il distacco di due punti in classifica rimase pertanto immutato.
La 27ª giornata segna un primo punto di svolta nel campionato, coi rossoneri che battono in casa il Lecce e scavano un solco di quattro punti sui bianconeri, bloccati in trasferta dal Genoa. Nel turno seguente, viene battuta per 5-0 la Fiorentina.
Il 20 marzo è in programma la gara di ritorno della semifinale di Coppa Italia contro il Milan: i tempi regolamentari si chiudono sull'1-2, risultato speculare a quello dell'andata che porta ai tempi supplementari. Il 2-2 di Vučinić al 94' qualifica i bianconeri per la finale. 5 giorni più tardi, l'Inter viene sconfitta per 2-0 in casa.

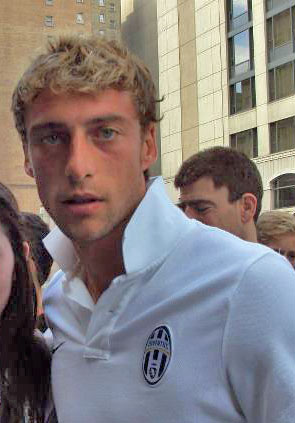
L'annata vede Claudio Marchisio in evidenza sul versante realizzativo. Il centrocampista conclude la stagione in doppia cifra (10 reti), inserendosi tra i capocannonieri assoluti della formazione bianconera.

Il mese di aprile si apre con le vittorie contro Napoli e Palermo, che consentono il sorpasso in testa ai danni del Milan, fermato prima sul pari dal Catania e poi battuto dalla Fiorentina in casa con un gol allo scadere dell'ex juventino Amauri. Inoltre, con la partita della 31ª giornata contro il Palermo i bianconeri eguagliano il record italiano della miglior serie iniziale di partite senza sconfitte, per i campionati a 20 squadre, dell'Inter 2006-2007. Con il successivo incontro della 32ª giornata contro la Lazio la squadra torinese supera lo stesso record. Da segnalare in questa gara un gol su punizione di Alessandro Del Piero, che si rivelerà determinante per la vittoria e per la successiva conquista dello scudetto. La 34ª giornata vede la Juventus portare a tre le lunghezze di vantaggio sul Milan, complice l'ampia vittoria dei bianconeri sulla Roma e il nuovo passo falso dei rossoneri in casa, stavolta col Bologna.
Col successo della 35ª giornata sul Novara, la Juventus raggiunge una striscia di otto vittorie consecutive, nuovo record stagionale, mettendo una seria ipoteca sul campionato, con tre lunghezze di vantaggio sul Milan: tuttavia, un errore, tra i pochi in stagione, di Buffon nella gara contro il Lecce consente a questi ultimi di pareggiare e ai rossoneri di portarsi a un solo punto di distacco a due giornate dalla fine.
Il 6 maggio 2012, in occasione della 37ª giornata, la Juventus conquista aritmeticamente lo scudetto in virtù della vittoria esterna contro il Cagliari (allo Stadio Nereo Rocco di Trieste) e della contemporanea sconfitta del Milan nel derby contro l'Inter.
Con una striscia di 38 risultati utili da inizio campionato, pertanto imbattuta, la squadra ottiene un record storico che batte quello della miglior serie iniziale di partite senza sconfitte della stagione 1949-1950. In campionato è stato anche battuto il record di partite senza sconfitte consecutive per quel che riguarda la squadra nei campionati a girone unico. Il precedente era stato realizzato a cavallo tra le stagioni del campionato 2005-2006 e del 2007-2008 con 30 partite consecutive (escludendo la Serie B).
Il 13 maggio 2012, con la vittoria sull'Atalanta all'ultima giornata di campionato, la squadra batte contemporaneamente due record assoluti: raggiunge quota 43 risultati utili consecutivi (42 in stagione comprese le 4 partite di Coppa Italia più l'ultima giornata del campionato precedente), striscia record di imbattibilità in Italia indipendentemente dalla competizione giocata che supera quella del Milan stabilita tra il 1992 e il 1993, e manda a segno 20 differenti giocatori (5 dei quali anche in Coppa Italia) grazie alle reti di Luca Marrone e di Andrea Barzagli su rigore. Il gol incassato nella partita ferma inoltre il totale delle reti subite a 20, anch'esso un record per la Serie A nei gironi a 20 squadre. La gara rappresenta anche l'ultima partita a Torino per lo storico capitano Alessandro Del Piero, che lascerà a fine stagione dopo 19 anni. Nell'occasione, Del Piero mette a segno il suo 290º gol con la maglia bianconera, venendo poi sostituito al 57', acclamato dai tifosi in lacrime.
L'ultima gara stagionale è la finale di Coppa Italia contro il Napoli. La Juventus scende in campo con un distintivo speciale sulla maglia per celebrare l'ultima partita in assoluto in bianconero del suo capitano. La partita, giocata all'Olimpico di Roma il 20 maggio 2012, termina 0-2 per i partenopei; questa sconfitta mette anche fine all'imbattibilità assoluta della squadra bianconera – escludendo l'1-2 contro il Milan nella semifinale di ritorno di Coppa Italia che si trasformò in un 2-2 dopo i tempi supplementari – che tra campionato e coppa termina dopo 43 partite utili consecutive (record nazionale).
È questa l'ultima stagione in maglia bianconera di Alessandro Del Piero, che dopo diciannove anni lascia la Juventus. Il numero 10 spesso si trova relegato in panchina in campionato, giocando con continuità solo in Coppa. Il capitano trova comunque modo durante la stagione di timbrare la sua settecentesima partita con la maglia della Juventus, incrementando il record di presenze, e di siglare gol all'Inter e alla Lazio.

## Divise e sponsor

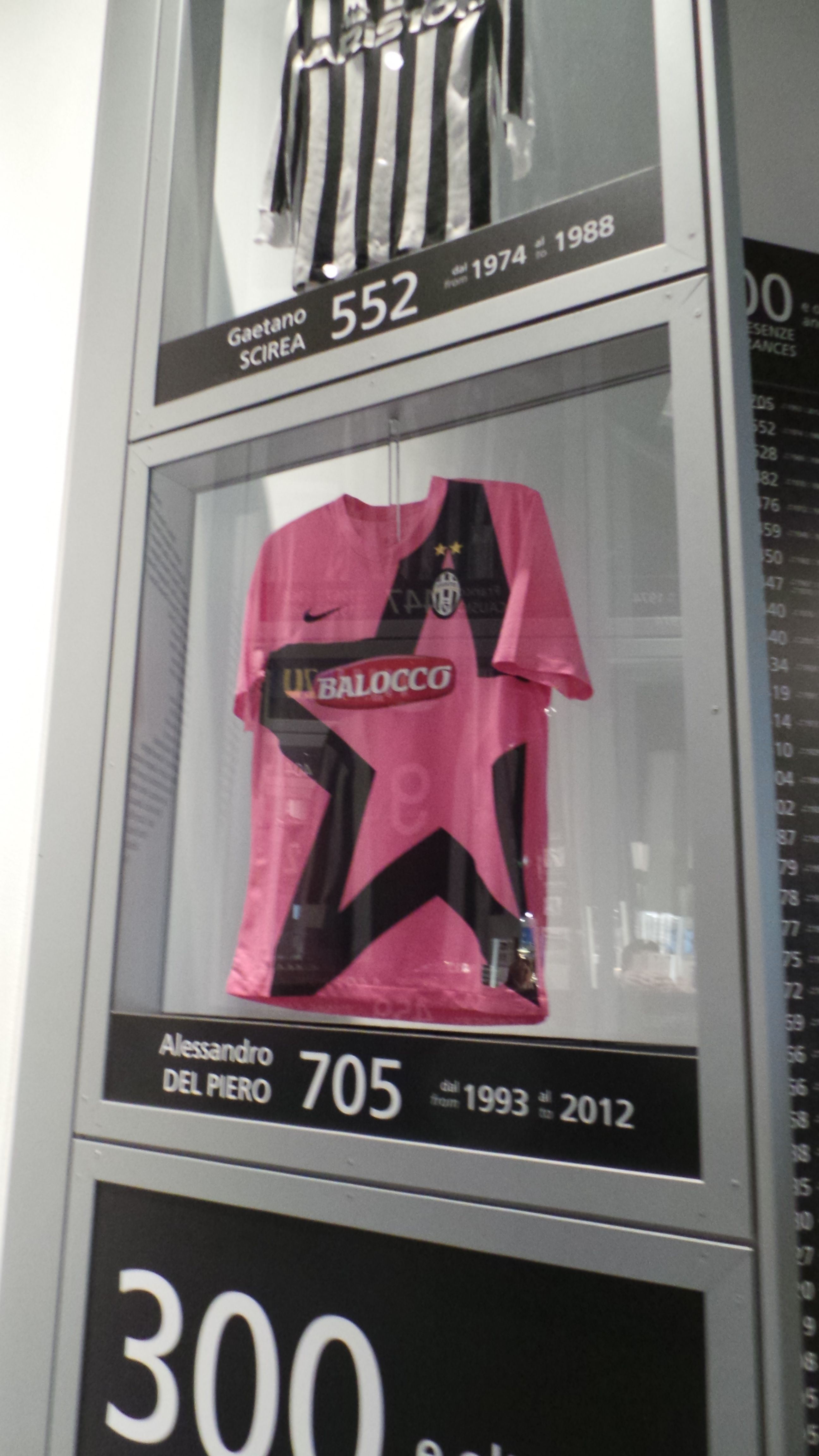
La seconda maglia rosanero della stagione: qui quella con cui Alessandro Del Piero ha realizzato il suo ultimo gol per la Juventus, e conservata al J-Museum.

Lo sponsor tecnico per la stagione 2011-2012 è Nike, mentre gli sponsor ufficiali sono BetClic per la prima maglia e Balocco per la seconda e terza maglia.
La prima divisa vede la classica maglia a strisce bianconere, disegnate però con un particolare effetto tridimensionale, con calzoncini e calzettoni bianchi. La seconda divisa rielabora lo stile delle prime casacche della squadra torinese, presentando una maglia di colore rosa vivo contraddistinta da una grande stella bordata di nero sul busto, con calzoncini e calzettoni anch'essi neri. Infine come terza divisa viene riutilizzata l'uniforme di cortesia della stagione precedente, un completo bianco con palo centrale tricolore.
| Casa | Trasferta | Terza divisa |

La divisa per i portieri è completamente nera, con due inserti laterali che richiamano vagamente la bandiera italiana; sono inoltre disponibili varianti in grigio e giallo.
| 1ª portiere | 2ª portiere | 3ª portiere |

## Organigramma societario
Area direttiva
- Presidente: Andrea Agnelli
- Presidenti onorari: Giampiero Boniperti e Franzo Grande Stevens
- Amministratore delegato – Direttore generale area sport: Giuseppe Marotta
- Amministratore delegato – Chief Financial Officer: Aldo Mazzia
- Amministratori: Carlo Barel Di Sant'Albano, Michele Briamonte, Giuseppe Marotta, Aldo Mazzia, Riccardo Montanaro, Pavel Nedvěd, Marzio Saà, Camillo Venesio, Khaled Fareg Zentuti
- Direttore pianificazione, controllo e progetti speciali: Stefano Bertola
- Direttore risorse umane: Alessandro Sorbone
- Responsabile gestione e controllo investimenti immobiliari: Riccardo Abrate

Area organizzativa
- Segretario sportivo: Francesco Gianello
- Team manager: Matteo Fabris

Area comunicazione
- Direttore comunicazione: Riccardo Abrate
- Responsabile information technology: Claudio Leonardi
- Addetti stampa senior: Marco Girotto
- Addetti stampa ed editoria: Fabio Ellena e Gabriella Ravizzotti
- Responsabile contenuti editoriali: Enrica Tarchi
- Comunicazione corporate: Stefano Coscia

Area marketing
- Direttore commerciale: Francesco Calvo
- Responsabile marketing: Alessandro Sandiano

Area tecnica
- Direttore sportivo e coordinatore dell'area tecnica: Fabio Paratici
- Responsabile osservatori: Mauro Sandreani
- Allenatore: Antonio Conte
- Allenatore in seconda: Angelo Alessio
- Assistente tecnico: Cristian Stellini
- Collaboratore tecnico: Massimo Carrera
- Preparatore atletico: Paolo Bertelli
- Preparatore dei portieri: Claudio Filippi

Area sanitaria
- Responsabile settore medico: dott. Bartolomeo Goitre
- Medico sociale: dott. Luca Stefanini
- Massofisioterapisti: Dario Garbiero, Alfonso Casano, Marco Luison, Emanuele Randelli e Gianluca Scolaro

## Rosa
Rosa aggiornata al 31 gennaio 2012.
| N. |                        | Ruolo | Calciatore                       |
| -- | ---------------------- | ----- | -------------------------------- |
| 1  | Italia (bandiera)      | P     | Gianluigi Buffon (vice capitano) |
| 2  | Italia (bandiera)      | D     | Marco Motta                      |
| 3  | Italia (bandiera)      | D     | Giorgio Chiellini                |
| 4  | Uruguay (bandiera)     | D     | Martín Cáceres                   |
| 5  | Italia (bandiera)      | C     | Michele Pazienza                 |
| 6  | Italia (bandiera)      | D     | Fabio Grosso                     |
| 7  | Italia (bandiera)      | C     | Simone Pepe                      |
| 8  | Italia (bandiera)      | C     | Claudio Marchisio                |
| 9  | Italia (bandiera)      | A     | Vincenzo Iaquinta                |
| 10 | Italia (bandiera)      | A     | Alessandro Del Piero (capitano)  |
| 11 | Italia (bandiera)      | D     | Paolo De Ceglie                  |
| 13 | Austria (bandiera)     | P     | Alexander Manninger              |
| 14 | Montenegro (bandiera)  | A     | Mirko Vučinić                    |
| 15 | Italia (bandiera)      | D     | Andrea Barzagli                  |
| 17 | Paesi Bassi (bandiera) | C     | Eljero Elia                      |
| 18 | Italia (bandiera)      | A     | Fabio Quagliarella               |

| N. |                      | Ruolo | Calciatore           |
| -- | -------------------- | ----- | -------------------- |
| 19 | Italia (bandiera)    | D     | Leonardo Bonucci     |
| 20 | Italia (bandiera)    | A     | Luca Toni            |
| 20 | Italia (bandiera)    | C     | Simone Padoin        |
| 21 | Italia (bandiera)    | C     | Andrea Pirlo         |
| 22 | Cile (bandiera)      | C     | Arturo Vidal         |
| 23 | Italia (bandiera)    | A     | Marco Borriello      |
| 24 | Italia (bandiera)    | C     | Emanuele Giaccherini |
| 26 | Svizzera (bandiera)  | D     | Stephan Lichtsteiner |
| 27 | Serbia (bandiera)    | C     | Miloš Krasić         |
| 28 | Paraguay (bandiera)  | C     | Marcelo Estigarribia |
| 30 | Italia (bandiera)    | P     | Marco Storari        |
| 32 | Italia (bandiera)    | A     | Alessandro Matri     |
| 33 | Danimarca (bandiera) | D     | Frederik Sørensen    |
| 34 | Italia (bandiera)    | C     | Luca Marrone         |
| 38 | Italia (bandiera)    | A     | Amauri               |

## Calciomercato

### Sessione estiva(dal 1º/7 al 31/8)
La Juventus si muove con gli acquisti, a parametro zero, di Andrea Pirlo dal Milan, di Reto Ziegler dalla neoretrocessa Sampdoria e di Michele Pazienza dal Napoli. Il 25 giugno 2011, all'apertura delle buste inerenti alle comproprietà, passano al club bianconero Sergio Bernardo Almirón dal Bari, e Albin Ekdal dal Bologna, mentre fanno ritorno, per fine prestito, Amauri dal Parma, Luca Marrone dal Siena e Cristian Pasquato dal Modena. A titolo definitivo arrivano invece a Torino il terzino Stephan Lichtsteiner, ufficializzato il 1º luglio 2011, acquistato dalla Lazio per 10 milioni di euro pagabili in tre anni, il centrocampista cileno Arturo Vidal, rilevato dal Bayer Leverkusen per 10,5 milioni di euro (più 2 di eventuali bonus) e viene ufficializzato il 1º agosto 2011 l'attaccante Mirko Vučinić: il montenegrino viene acquistato dalla Roma per 15 milioni di euro pagabili in tre anni. A lasciare la città della Mole sono invece Alberto Aquilani, Armand Traoré e Leandro Rinaudo per fine prestito (fanno ritorno, rispettivamente, al Liverpool, all'Arsenal e al Napoli); con il prestito parte inoltre Felipe Melo, passato al Galatasaray con formula onerosa a 1,5 milioni. Tiago Mendes invece, rescinde il contratto; sono invece ceduti a titolo definitivo Hasan Salihamidžić, accasatosi al Wolfsburg a parametro zero, e Mohamed Sissoko, ceduto al Paris Saint-Germain per 7 milioni (più 1 di eventuale bonus).
| Acquisti | Acquisti                | Acquisti         | Acquisti                                                       |
| R.       | Nome                    | da               | Modalità                                                       |
| -------- | ----------------------- | ---------------- | -------------------------------------------------------------- |
| P        | Carlo Pinsoglio         | Viareggio        | fine prestito                                                  |
| D        | Stephan Lichtsteiner    | Lazio            | definitivo (10 milioni €)                                      |
| D        | Reto Ziegler            |                  | svincolato                                                     |
| C        | Gabriel Appelt          | Resende          | definitivo (2 milioni €)                                       |
| C        | Sergio Bernardo Almirón | Bari             | risoluzione compartecipazione                                  |
| C        | Albin Ekdal             | Bologna          | risoluzione compartecipazione (1,31 milioni €)                 |
| C        | Eljero Elia             | Amburgo          | definitivo (9 milioni €) con bonus (1 milioni €)               |
| C        | Marcelo Estigarribia    | Dep. Maldonado   | prestito (0,5 milioni €) con diritto di riscatto (5 milioni €) |
| C        | Iago Falqué             | Villarreal B     | fine prestito                                                  |
| C        | Emanuele Giaccherini    | Cesena           | compartecipazione (3 milioni €)                                |
| C        | Luca Marrone            | Siena            | fine prestito                                                  |
| C        | Cristian Pasquato       | Modena           | fine prestito                                                  |
| C        | Michele Pazienza        |                  | svincolato                                                     |
| C        | Andrea Pirlo            |                  | svincolato                                                     |
| C        | Arturo Vidal            | Bayer Leverkusen | definitivo (10,5 milioni €) con bonus (2 milioni €)            |
| A        | Amauri                  | Parma            | fine prestito                                                  |
| A        | Ciro Immobile           | Grosseto         | fine prestito                                                  |
| A        | Mirko Vučinić           | Roma             | definitivo (15 milioni €)                                      |

| Cessioni | Cessioni                | Cessioni            | Cessioni                                                 |
| R.       | Nome                    | a                   | Modalità                                                 |
| -------- | ----------------------- | ------------------- | -------------------------------------------------------- |
| P        | Mario Kirev             | Timișoara           | prestito                                                 |
| P        | Carlo Pinsoglio         | Pescara             | prestito                                                 |
| D        | Zdeněk Grygera          |                     | rescissione                                              |
| D        | Leandro Rinaudo         | Napoli              | fine prestito                                            |
| D        | Armand Traoré           | Arsenal             | fine prestito                                            |
| D        | Reto Ziegler            | Fenerbahçe          | prestito (0,6 mln €)                                     |
| C        | Sergio Bernardo Almirón | Catania             | definitivo (0,4 mln €)                                   |
| C        | Alberto Aquilani        | Liverpool           | fine prestito                                            |
| C        | Albin Ekdal             | Cagliari            | compartecipazione (1,5 mln €)                            |
| C        | Iago Falqué             | Tottenham           | prestito (0 mln €) con diritto di riscatto (1 milione €) |
| C        | Manuel Giandonato       | Lecce               | prestito (0 mln €)                                       |
| C        | Felipe Melo             | Galatasaray         | prestito (1,5 mln €) con diritto di riscatto (13 mln €)  |
| C        | Davide Lanzafame        | Palermo             | risoluzione compartecipazione (0 mln €)                  |
| C        | Jorge Andrés Martínez   | Cesena              | prestito (0 mln €)                                       |
| C        | Raffaele Palladino      | Parma               | risoluzione compartecipazione (0 mln €)                  |
| C        | Cristian Pasquato       | Lecce               | prestito (0 mln €)                                       |
| C        | Hasan Salihamidžić      |                     | svincolato                                               |
| C        | Mohamed Sissoko         | Paris Saint-Germain | definitivo (7 mln €) con bonus (1 mln €)                 |
| C        | Tiago Mendes            |                     | rescissione                                              |
| A        | Ciro Immobile           | Pescara             | prestito                                                 |
| A        | Michele Paolucci        | Siena               | risoluzione compartecipazione (0 mln €)                  |

### Sessione invernale(dal 3/1 al 31/1)
| Acquisti | Acquisti          | Acquisti     | Acquisti                                                       |
| R.       | Nome              | da           | Modalità                                                       |
| -------- | ----------------- | ------------ | -------------------------------------------------------------- |
| P        | Carlo Pinsoglio   | Pescara      | fine prestito                                                  |
| D        | Martín Cáceres    | Siviglia     | prestito (1,5 milioni €) con obbligo di riscatto (8 milioni €) |
| C        | Ouasim Bouy       | Ajax         | definitivo (0,45 milioni €)                                    |
| C        | Simone Padoin     | Atalanta     | definitivo (5 milioni €)                                       |
| C        | Cristian Pasquato | Lecce        | fine prestito                                                  |
| C        | Fausto Rossi      | L.R. Vicenza | risoluzione compartecipazione (1,7 milioni €)                  |
| C        | Saphir Taïder     | Bologna      | compartecipazione (2,425 milioni €)                            |
| A        | Marco Borriello   | Roma         | prestito (0,5 milioni €) con diritto di riscatto (8 milioni €) |

| Cessioni | Cessioni          | Cessioni     | Cessioni                                          |
| R.       | Nome              | a            | Modalità                                          |
| -------- | ----------------- | ------------ | ------------------------------------------------- |
| P        | Carlo Pinsoglio   | L.R. Vicenza | compartecipazione (1,5 milioni €)                 |
| D        | Marco Motta       | Catania      | prestito                                          |
| D        | Frederik Sørensen | Bologna      | compartecipazione (2,5 milioni €)                 |
| C        | Cristian Pasquato | Torino       | prestito                                          |
| C        | Michele Pazienza  | Udinese      | prestito                                          |
| C        | Fausto Rossi      | Brescia      | prestito con diritto di riscatto e contro opzione |
| C        | Saphir Taïder     | Bologna      | prestito (0 mln €)                                |
| A        | Amauri            | Fiorentina   | definitivo (0,5 mln €)                            |
| A        | Vincenzo Iaquinta | Cesena       | prestito                                          |
| A        | Ciro Immobile     | Genoa        | compartecipazione (4 mln €)                       |
| A        | Luca Toni         | Al-Nasr      | definitivo                                        |

## Risultati

### Serie A

#### Girone di andata
| Udine 21 dicembre 2011, ore 18:00 CET 1ª giornata | Udinese             | 0 – 0 referto | Juventus | Stadio Friuli (28 588 spett.)\| Arbitro: \| Tagliavento (Terni) \| |
| Arbitro:                                          | Tagliavento (Terni) |               |          |                                                                    |

| Arbitro: | Celi (Bari) |

|                                                   |           |                       |
| Lichtsteiner 16’ Pepe 58’ Vidal 73’ Marchisio 83’ | Marcatori | 90+2’ (rig.) Giovinco |

| Arbitro: | Valeri (Roma) |

|  |           |           |
|  | Marcatori | 54’ Matri |

| Arbitro: | Gava (Conegliano) |

|             |           |               |
| Vučinić 29’ | Marcatori | 52’ Portanova |

| Arbitro: | Mazzoleni (Bergamo) |

|               |           |            |
| Bergessio 22’ | Marcatori | 49’ Krasić |

| Arbitro: | Rizzoli (Bologna) |

|                      |           |  |
| Marchisio 86’, 90+3’ | Marcatori |  |

| Verona 16 ottobre 2011, ore 15:00 CEST 7ª giornata | Chievo              | 0 – 0 referto | Juventus | Stadio Marcantonio Bentegodi (ca 22 000 spett.)\| Arbitro: \| De Marco (Chiavari) \| |
| Arbitro:                                           | De Marco (Chiavari) |               |          |                                                                                      |

| Arbitro: | Romeo (Verona) |

|               |           |                          |
| Matri 6’, 58’ | Marcatori | 31’ Rossi 85’ Caracciolo |

| Arbitro: | Orsato (Schio) |

|                       |           |             |
| Bonucci 13’ Matri 65’ | Marcatori | 58’ Jovetić |

| Arbitro: | Rizzoli (Bologna) |

|            |           |                           |
| Maicon 28’ | Marcatori | 12’ Vučinić 33’ Marchisio |

| Arbitro: | Tagliavento (Terni) |

|                            |           |                                     |
| Hamšík 23’ Pandev 40’, 69’ | Marcatori | 48’ Matri 72’ Estigarribia 79’ Pepe |

| Arbitro: | Bergonzi (Genova) |

|                                  |           |  |
| Pepe 20’ Matri 48’ Marchisio 65’ | Marcatori |  |

| Arbitro: | Rocchi (Firenze) |

|  |           |          |
|  | Marcatori | 35’ Pepe |

| Arbitro: | Doveri (Roma) |

|                                |           |  |
| Marchisio 72’ Vidal 82’ (rig.) | Marcatori |  |

| Arbitro: | Orsato (Schio) |

|             |           |               |
| De Rossi 6’ | Marcatori | 61’ Chiellini |

| Arbitro: | Gervasoni (Mantova) |

|                          |           |  |
| Pepe 4’ Quagliarella 75’ | Marcatori |  |

| Arbitro: | Bergonzi (Genova) |

|  |           |           |
|  | Marcatori | 27’ Matri |

| Arbitro: | Guida (Torre Annunziata) |

|            |           |           |
| Vučinić 7’ | Marcatori | 48’ Cossu |

| Arbitro: | Celi (Bari) |

|  |           |                                  |
|  | Marcatori | 54’ Lichtsteiner 82’ Giaccherini |

#### Girone di ritorno
| Arbitro: | Valeri (Roma) |

|                |           |                  |
| Matri 42’, 62’ | Marcatori | 56’ Floro Flores |

| Parma 15 febbraio 2012, ore 18:30 CET 21ª giornata | Parma               | 0 – 0 referto | Juventus | Stadio Ennio Tardini (17 200 spett.)\| Arbitro: \| Mazzoleni (Bergamo) \| |
| Arbitro:                                           | Mazzoleni (Bergamo) |               |          |                                                                           |

| Torino 5 febbraio 2012, ore 15:00 CET 22ª giornata | Juventus        | 0 – 0 referto | Siena | Juventus Stadium (35 392 spett.)\| Arbitro: \| Peruzzo (Schio) \| |
| Arbitro:                                           | Peruzzo (Schio) |               |       |                                                                   |

| Arbitro: | Banti (Livorno) |

|             |           |             |
| Di Vaio 17’ | Marcatori | 58’ Vučinić |

| Arbitro: | Brighi (Cesena) |

|                                          |           |               |
| Pirlo 22’ Chiellini 74’ Quagliarella 81’ | Marcatori | 4’ Barrientos |

| Arbitro: | Tagliavento (Terni) |

|              |           |           |
| Nocerino 14’ | Marcatori | 83’ Matri |

| Arbitro: | Gervasoni (Mantova) |

|               |           |           |
| De Ceglie 18’ | Marcatori | 76’ Dramé |

| Genova 11 marzo 2012, ore 15:00 CET 27ª giornata | Genoa             | 0 – 0 referto | Juventus | Stadio Luigi Ferraris (27 527 spett.)\| Arbitro: \| Rizzoli (Bologna) \| |
| Arbitro:                                         | Rizzoli (Bologna) |               |          |                                                                          |

| Arbitro: | Bergonzi (Genova) |

|  |           |                                                          |
|  | Marcatori | 16’ Vučinić 28’ Vidal 55’ Marchisio 67’ Pirlo 72’ Padoin |

| Arbitro: | De Marco (Chiavari) |

|                           |           |  |
| Cáceres 57’ Del Piero 71’ | Marcatori |  |

| Arbitro: | Orsato (Schio) |

|                                        |           |  |
| Vučinić 53’ Vidal 75’ Quagliarella 83’ | Marcatori |  |

| Arbitro: | Brighi (Cesena) |

|  |           |                              |
|  | Marcatori | 57’ Bonucci 69’ Quagliarella |

| Arbitro: | Damato (Barletta) |

|                        |           |           |
| Pepe 30’ Del Piero 82’ | Marcatori | 45’ Mauri |

| Arbitro: | Guida (Torre Annunziata) |

|  |           |               |
|  | Marcatori | 79’ Borriello |

| Arbitro: | Bergonzi (Genova) |

|                                      |           |  |
| Vidal 4’, 8’ Pirlo 28’ Marchisio 53’ | Marcatori |  |

| Arbitro: | Celi (Bari) |

|  |           |                                          |
|  | Marcatori | 16’, 64’ Vučinić 40’ Borriello 50’ Vidal |

| Arbitro: | Valeri (Roma 2) |

|              |           |                |
| Marchisio 8’ | Marcatori | 84’ Bertolacci |

| Arbitro: | Orsato (Schio) |

|  |           |                              |
|  | Marcatori | 6’ Vučinić 74’ (aut.) Canini |

| Arbitro: | Gava (Conegliano) |

|                                                 |           |                         |
| Marrone 10’ Del Piero 28’ Barzagli 90+1’ (rig.) | Marcatori | 83’ (aut.) Lichtsteiner |

### Coppa Italia

#### Fase finale
| Arbitro: | Peruzzo (Schio) |

|                                |           |             |
| Giaccherini 90’ Marchisio 102’ | Marcatori | 90+6’ Raggi |

| Arbitro: | Banti (Livorno) |

|                                              |           |  |
| Giaccherini 6’ Del Piero 30’ Kjær 90’ (aut.) | Marcatori |  |

| Arbitro: | Mazzoleni (Bergamo) |

|                 |           |                  |
| El Shaarawy 62’ | Marcatori | 53’, 83’ Cáceres |

| Arbitro: | Orsato (Schio) |

|                           |           |                           |
| Del Piero 28’ Vučinić 96’ | Marcatori | 51’ Mesbah 81’ Maxi López |

| Arbitro: | Brighi (Cesena) |

|  |           |                              |
|  | Marcatori | 63’ (rig.) Cavani 83’ Hamšík |

## Statistiche

### Statistiche di squadra
Dati statistici aggiornati al 20 maggio 2012.
| Competizione | Punti | In casa | In casa | In casa | In casa | In casa | In casa | In trasferta | In trasferta | In trasferta | In trasferta | In trasferta | In trasferta | Totale | Totale | Totale | Totale | Totale | Totale | DR  |
| Competizione | Punti | G       | V       | N       | P       | Gf      | Gs      | G            | V            | N            | P            | Gf           | Gs           | G      | V      | N      | P      | Gf     | Gs     | DR  |
| ------------ | ----- | ------- | ------- | ------- | ------- | ------- | ------- | ------------ | ------------ | ------------ | ------------ | ------------ | ------------ | ------ | ------ | ------ | ------ | ------ | ------ | --- |
| Serie A      | 84    | 19      | 13      | 6       | 0       | 40      | 12      | 19           | 10           | 9            | 0            | 28           | 8            | 38     | 23     | 15     | 0      | 68     | 20     | +48 |
| Coppa Italia | -     | 3       | 2       | 1       | 0       | 7       | 3       | 1            | 1            | 0            | 0            | 2            | 1            | 5      | 3      | 1      | 1      | 9      | 6      | +3  |
| Totale       | 84    | 22      | 15      | 7       | 0       | 47      | 15      | 20           | 11           | 9            | 0            | 30           | 9            | 43     | 26     | 16     | 1      | 77     | 26     | +51 |

| Giornata  | 1 | 2 | 3 | 4 | 5 | 6 | 7 | 8 | 9 | 10 | 11 | 12 | 13 | 14 | 15 | 16 | 17 | 18 | 19 | 20 | 21 | 22 | 23 | 24 | 25 | 26 | 27 | 28 | 29 | 30 | 31 | 32 | 33 | 34 | 35 | 36 | 37 | 38 |
| --------- | - | - | - | - | - | - | - | - | - | -- | -- | -- | -- | -- | -- | -- | -- | -- | -- | -- | -- | -- | -- | -- | -- | -- | -- | -- | -- | -- | -- | -- | -- | -- | -- | -- | -- | -- |
| Luogo     | T | C | T | C | T | C | T | C | C | T  | T  | C  | T  | C  | T  | C  | T  | C  | T  | C  | T  | C  | T  | C  | T  | C  | T  | T  | C  | C  | T  | C  | T  | C  | T  | C  | T  | C  |
| Risultato | N | V | V | N | N | V | N | N | V | V  | N  | V  | V  | V  | N  | V  | V  | N  | V  | V  | N  | N  | N  | V  | N  | N  | N  | V  | V  | V  | V  | V  | V  | V  | V  | N  | V  | V  |
| Posizione | 1 | 2 | 5 | 1 | 1 | 1 | 3 | 1 | 1 | 1  | 1  | 1  | 1  | 1  | 1  | 2  | 2  | 1  | 1  | 1  | 1  | 1  | 2  | 2  | 2  | 2  | 2  | 2  | 2  | 2  | 1  | 1  | 1  | 1  | 1  | 1  | 1  | 1  |

Fonte:  Serie A – Classifiche, su sport.sky.it (archiviato dall'url originale l'11 settembre 2014).
Legenda:

Luogo: C = Casa; T = Trasferta. Risultato: V = Vittoria; N = Pareggio; P = Sconfitta.

### Statistiche dei giocatori
Dati statistici aggiornati al 20 maggio 2012. In corsivo i giocatori che hanno lasciato la società durante la stagione.
| Giocatore       | Serie A  | Serie A | Serie A     | Serie A    | Coppa Italia | Coppa Italia | Coppa Italia | Coppa Italia | Totale   | Totale | Totale      | Totale     |
| Giocatore       | Presenze | Reti    | Ammonizioni | Espulsioni | Presenze     | Reti         | Ammonizioni  | Espulsioni   | Presenze | Reti   | Ammonizioni | Espulsioni |
| --------------- | -------- | ------- | ----------- | ---------- | ------------ | ------------ | ------------ | ------------ | -------- | ------ | ----------- | ---------- |
| Amauri          | 0        | 0       | 0           | 0          | 0            | 0            | 0            | 0            | 0        | 0      | 0           | 0          |
| A. Barzagli     | 35       | 1       | 3           | 0          | 4            | 0            | 1            | 0            | 39       | 1      | 4           | 0          |
| L. Bonucci      | 32       | 2       | 8           | 1          | 5            | 0            | 1            | 0            | 37       | 2      | 9           | 1          |
| M. Borriello    | 13       | 2       | 1           | 0          | 4            | 0            | 2            | 0            | 17       | 2      | 3           | 0          |
| G. Buffon       | 35       | -16     | 0           | 0          | 0            | -0           | 0            | 0            | 35       | -16    | 0           | 0          |
| M. Cáceres      | 11       | 1       | 0           | 0          | 3            | 2            | 0            | 0            | 14       | 3      | 0           | 0          |
| G. Chiellini    | 34       | 2       | 7           | 0          | 3            | 0            | 0            | 0            | 37       | 2      | 7           | 0          |
| P. De Ceglie    | 21       | 1       | 3           | 1          | 2            | 0            | 0            | 0            | 23       | 1      | 3           | 1          |
| A. Del Piero    | 23       | 3       | 0           | 0          | 5            | 2            | 0            | 0            | 28       | 5      | 0           | 0          |
| E. Elia         | 4        | 0       | 0           | 0          | 1            | 0            | 0            | 0            | 5        | 0      | 0           | 0          |
| M. Estigarribia | 14       | 1       | 0           | 0          | 4            | 0            | 0            | 0            | 18       | 1      | 0           | 0          |
| E. Giaccherini  | 23       | 1       | 3           | 0          | 4            | 2            | 0            | 0            | 27       | 3      | 3           | 0          |
| F. Grosso       | 2        | 0       | 0           | 0          | 0            | 0            | 0            | 0            | 2        | 0      | 0           | 0          |
| V. Iaquinta     | 0        | 0       | 0           | 0          | 0            | 0            | 0            | 0            | 0        | 0      | 0           | 0          |
| M. Krasić       | 7        | 1       | 0           | 0          | 2            | 0            | 1            | 0            | 9        | 1      | 1           | 0          |
| S. Lichtsteiner | 35       | 2       | 6           | 0          | 3            | 0            | 0            | 0            | 38       | 2      | 6           | 0          |
| A. Manninger    | 0        | -0      | 0           | 0          | 0            | -0           | 0            | 0            | 0        | -0     | 0           | 0          |
| C. Marchisio    | 36       | 9       | 7           | 0          | 3            | 1            | 1            | 0            | 39       | 10     | 8           | 0          |
| L. Marrone      | 3        | 1       | 0           | 0          | 3            | 0            | 0            | 0            | 6        | 1      | 0           | 0          |
| A. Matri        | 31       | 10      | 4           | 0          | 1            | 0            | 0            | 0            | 32       | 10     | 4           | 0          |
| M. Motta        | 0        | 0       | 0           | 0          | 0            | 0            | 0            | 0            | 0        | 0      | 0           | 0          |
| S. Padoin       | 6        | 1       | 0           | 0          | 1            | 0            | 0            | 0            | 7        | 1      | 0           | 0          |
| M. Pazienza     | 8        | 0       | 0           | 0          | 1            | 0            | 1            | 0            | 9        | 0      | 1           | 0          |
| S. Pepe         | 31       | 6       | 6           | 0          | 2            | 0            | 0            | 0            | 33       | 6      | 6           | 0          |
| A. Pirlo        | 37       | 3       | 6           | 0          | 4            | 0            | 0            | 0            | 41       | 3      | 6           | 0          |
| F. Quagliarella | 23       | 4       | 4           | 0          | 4            | 0            | 1            | 1            | 27       | 4      | 5           | 1          |
| F. Sørensen     | 0        | 0       | 0           | 0          | 1            | 0            | 0            | 0            | 1        | 0      | 0           | 0          |
| M. Storari      | 3        | -4      | 0           | 0          | 5            | -6           | 2            | 0            | 8        | -10    | 2           | 0          |
| L. Toni         | 0        | 0       | 0           | 0          | 0            | 0            | 0            | 0            | 0        | 0      | 0           | 0          |
| A. Vidal        | 33       | 7       | 12          | 1          | 2            | 0            | 1            | 0            | 35       | 7      | 13          | 1          |
| M. Vučinić      | 32       | 9       | 3           | 1          | 3            | 1            | 1            | 0            | 35       | 10     | 4           | 1          |

## Giovanili

### Organigramma societario
Area direttiva
- Allenatore: Marco Baroni
- Responsabile organizzativo: Gianluca Pessotto
- Coordinatore tecnico: Massimo Carrera

Juventus Soccer Schools
- Responsabile: Marco Marchi

### Piazzamenti

#### Primavera
- Campionato primavera: quarti di finale[122]
- Coppa Italia: finale[123]
- Torneo di Viareggio 2012: vincitrice